# サタデージャンクション とんでもナイト
サタデージャンクション とんでもナイトは、四国放送で放送されていたラジオ番組。
1983年4月9日から2001年3月31日まで18年間にわたり放送されていた。

## 概要
パーソナリティは、本番組がスタートした1983年当時入社2年目で、前年1982年に『飛び出せ!全国DJ諸君』で優秀賞を受賞したアナウンサーの遠藤貴巳。本番組を立ち上げる企画会議の時に、遠藤自ら自分の好きな映画の情報も、はがきコーナーもリスナーと電話で話すコーナーもやりたい、音楽も必要と曲のリクエストコーナーも色々要望して全てを実現させ、はがき・電話・映画の三本柱を人気コーナーとして遠藤曰く「理想通り」の番組となり、結局内容が「色々なものがいっぱい詰まった“とんでもない番組”」になったということで『とんでもナイト』、これに「色々なものを取り混ぜる」という意味で「ジャンクション」をタイトルに付け足した。番組内には各種情報も多く盛り込み、各コーナー内の企画はパーソナリティの遠藤またはアシスタントたちが自ら立てて行うことも多かった。
タイトル通り、第1回から最終回まで一貫して土曜日の夜に放送。最初は30分番組でスタート、1984年4月に1時間枠に拡大するが、1989年4月改編で5年ぶりに30分枠に戻り、この縮小時には映画コーナーを主軸とした内容に改めていた。その後1991年4月改編で1時間枠に復し、これより2001年3月の終了時まで土曜日22:00 - 23:00枠で放送され続けていた。
スポンサーは徳島県内映画館6社と地元の製菓企業・ハレルヤ。1991年4月からは徳島そごうも加わった。
四国放送開局70周年企画として2022年7月に行われた『JRT懐かし番組ベスト10』では、本番組は4位に入った。

## パーソナリティー
- 遠藤貴巳 （四国放送アナウンサー）

アシスタント
- 武市光香 （1986年当時）
- 吉倉智子 （当時鳴門教育大学在学中の大学生[1]。1987年 - 1988年当時、1990年3月まで）
- 菅晴美 （四国放送アナウンサー。1990年4月[7] - 1991年3月）
- 坂上昭子 （四国放送アナウンサー。1991年4月から）
- 物部純子 （四国放送アナウンサー。最末期の出演。遠藤とは2016年から『週刊よし★じゅん』で再び共演）

## 放送時間の変遷
- 土曜日 22:00 - 22:30 （1983年4月9日 - 1984年3月）
- 土曜日 22:00 - 23:00 （1984年4月 - 1986年9月）
- 土曜日 22:30 - 23:30 （1986年10月 - 1989年3月）
- 土曜日 23:00 - 23:30 （1989年4月 - 1991年3月）
- 土曜日 22:00 - 23:00 （1991年4月 - 2001年3月31日）

## 主なコーナー
おもしろい話・おもしろくない話
新しい笑いの追求を目的としたコーナーで、リスナーから寄せられた面白い話やギャグ、パロディーなどを紹介。しかし、くだらなく白けた話も多かったという（1983年当時）。
少数意見コーナー
1983年当時存在していたコーナーで、当時徳島には巨人ファンが圧倒的に多く、次いで阪神ファン、中日ファンも結構いたが、大洋ファンはかなり少なかったことで「それじゃ大洋が可哀そうだ。僕は大洋が好きだ」といった大洋ファンからの少年からのはがきが元で作られた。このような様々なリスナーからの「少数意見」を募集。
ラジオ伝言板 サウンドメッセージ
リスナーとパーソナリティ・遠藤との電話でのやり取りを録音して放送。最初は伝言板形式で行われていたが、多くの女の子から「秘密の告白」が届くようになり、そこから当初の形式が崩れ始めて、結局「何でもあり」で受け付けるようになった。
とんでもカウントダウン
毎回「○○の条件は」など様々なテーマを決めて、街頭インタビューなどで得たデータをまとめて、その回のテーマについての具体的な例などを発表。
映画情報コーナー
毎回その週や近々公開される映画の情報や、公開間近の映画のレポートを送る。
もっこり小劇場
1986年 - 1987年当時あったコーナー。
合格祈願コーナー
入学試験シーズンの時に、受験生リスナー向けに設けられていた。
他